# Olympische Sommerspiele 2000/Teilnehmer (Antigua und Barbuda)
| Gelbes Symbol für Goldmedaillen mit stilisierten Olympischen Ringen | Graues Symbol für Silbermedaillen mit stilisierten Olympischen Ringen | Braundes Symbol für Bronzemedaillen mit stilisierten Olympischen Ringen |
| ------------------------------------------------------------------- | --------------------------------------------------------------------- | ----------------------------------------------------------------------- |
| —                                                                   | —                                                                     | —                                                                       |

Antigua und Barbuda nahm an den Olympischen Sommerspielen 2000 in der australischen Metropole Sydney mit drei Athleten teil.
Es war die sechste Teilnahme Antigua und Barbudas bei Olympischen Sommerspielen.

## Teilnehmer nach Sportarten

### Leichtathletik
- N’Kosie Barnes
Männer, 200 m, 1. Runde
- Heather Samuel
Frauen, 100 m, 1. Runde
Frauen, 200 m, 1. Runde

### Segeln
- Karl James
Laser, 39. Platz